# Дискографія альбомів BTS
Південнокорейський хлопчачий гурт BTS випустив дев'ять студійних альбомів (один з яких перевиданий під іншою назвою), сім збірних альбоми та шість мініальбомів. У грудні 2018 року BTS перевищили 10 мільйонів проданих альбомів, встановивши рекорд щодо досягнення 10-мільйонної віхи за найкоротший проміжок часу (5½ років) серед усіх корейських гуртів, які дебютували з 2000 року, при цьому 5 мільйонів цих альбомів були продані у Південній Кореї лише у 2018 році. Станом на квітень 2020 року, BTS продали понад 20 мільйонів фізичних копій альбомів менш ніж за 7 років з моменту дебюту. Це робить їх найпродаванішим корейським гуртом усіх часів.
Гурт дебютував в Південній Кореї 13 червня 2013 року з сингл-альбомом 2 Cool 4 Skool. Вони повернулися у вересні 2013 року з першим мініальбомом O! RUL8,2?. У лютому 2014 року BTS випустила свій другий мініальбом — Skool Luv Affair. Цей альбом став першим, що потрапив у чарти Billboard World Albums та японський Oricon Albums. Перевидана версія альбому, Skool Luv Affair Special Addition вийшла у травні 2014 року. BTS випустили свій перший студійний альбом Dark & Wild у серпні 2014 року. Цей альбом став першим, що потрапив у Top Heatseekers. Наприкінці 2014 року BTS дебютували у Японії з першим японським студійним альбомом Wake Up. Всі їхні японські сингли — «No More Dream», що вийшов 4 червня; «Boy in Luv» вийшов 16 липня та «Danger» — 19 листопада, потрапили в топ 10 на Oricon Albums, а також в японський чарт Hot 100.
Третій мініальбом гурту The Most Beautiful Moment in Life, Pt.1 вийшов у квітні 2015 року. BTS повернулися зі своїм четвертим мініальбомом The Most Beautiful Moment in Life, Pt.2 у листопаді 2015 року. З цими альбомами гурт вперше потрапив до чарту Billboard 200. BTS також очолювали чарти Billboard Top Heatseekers та World Albums протягом 4 тижнів. Цей результат перевершив досягнення інших південнокорейських гуртів. Пізніше, у травні 2016 вийшов ще один альбом під назвою The Most Beautiful Moment in Life: Young Forever. У вересні 2016 року BTS випустили свій другий японський студійний альбом Youth. У перший день було продано понад 44 000 примірників. Цей альбом став першим японським студійним альбомом гурту, який очолив як щоденні, так і щотижневі чарти альбомів Oricon. В жовтні 2016 року гурт випустив свій другий студійний альбом Wings. Він дебютував на 26 місці на Billboard 200, що стало найвищим рейтингом корейського альбому, який коли-небудь був у чарті. Перевидання альбому під назвою You Never Walk Alone вийшло у лютому 2017 року. П'ятий мініальбом Love Yourself: Her вийшов у вересні 2017 року і посів 7 місце у американському чарті Billboard 200, що зробило його K-pop-альбомом з найвищим місцем в чарті та найпродаванішим K-pop-альбомом на 2019 рік.
Їхній третій японський студійний альбом Face Yourself вийшов у квітні 2018 року та дебютував під номером 43 на Billboard 200. Це третій найвищий японський альбом за всю історію чарту. Вже через місяць, альбом отримав платиновий сертифікат від RIAJ, продавши понад 250 000 копій. Третій корейський студійний альбом BTS Love Yourself: Tear вийшов 18 травня 2018 року та дебютував під номером один на Billboard 200 в США, ставши найуспішнішим K-pop-альбомом на західному ринку. BTS мали другий за показниками загальний обсяг продажів альбомів у США у 2018 році після Eminem, і цей результат становив 22,6 % від загальної кількості проданих альбомів у Кореї в тому році.
У 2019 році гурт втретє посіла перше місце з Map of the Soul: Persona, шостим мініальбомом BTS, на Billboard 200 у США, що зробило їх першим гуртом з 1996 року після «Бітлз», три альбоми якого займали першу сходинку чарту. Map of the Soul: Persona став найпопулярнішим альбомом в історії Південної Кореї, продавши майже 3,4 мільйона примірників за 2 місяці. Пізніше цей рекорд був побитий самими BTS ще раз, вже з четвертим корейським студійним альбомом Map of the Soul:7, продажі якого досягли 4,1 мільйона примірників менш ніж за 9 днів з дня випуску. Цей альбом також посів перше місце у чарті Billboard 200.

## Студійні альбоми
| Dark & Wild                                                                 | - Реліз: 19 серпня 2014 - Лейбл: Big Hit, Loen, Pony Canyon - Формат: CD, цифрове завантаження, стриминг         | 2 | —  | 185 | —  | 30 | —   | —  | —  | —  | —  | - Південна Корея: 606,261                                                                                                 |                                                                                           |
| Wake Up                                                                     | - Реліз: 24 грудня 2014 - Лейбл: Pony Canyon - Формат: CD, CD+DVD, цифрове завантаження, стриминг                | — | —  | —   | —  | 3  | —   | —  | —  | —  | —  | - Японія: 28,000 |                                                                                           |
| Youth                                                                       | - Реліз: 7 вересня 2016 - Лейбл: Pony Canyon - Формат: CD, CD+DVD, цифрове завантаження, стриминг                | — | —  | —   | —  | 1  | —   | —  | —  | —  | —  | - Японія: 94,293 | - RIAJ: Gold                                                                              |
| Wings                                                                       | - Реліз: 10 жовтня 2016 - Лейбл: Big Hit, Loen, Pony Canyon - Формат: CD, цифрове завантаження, стриминг         | 1 | —  | 72  | 19 | 7  | 68  | 24 | 56 | 62 | 26 | - Південна Корея: 1,505,245 - Японія: 72,512 - США: 13,000                                                                | - BPI: Silver                                                                             |
| Face Yourself                                                               | - Реліз: 4 квітня 2018 - Лейбл: Def Jam, Virgin - Формат: CD, CD+DVD, CD+Blu-ray, цифрове завантаження, стриминг | — | 71 | 94  | 40 | 1  | 116 | —  | —  | 78 | 43 | - Японія: 343,195 - США: 4,000                                                                                            | - RIAJ: 2× Platinum - BPI: Silver                                                         |
| Love Yourself: Tear                                                         | - Реліз: 18 травня 2018 - Лейбл: Big Hit, Dreamus, Virgin - Формат: CD, цифрове завантаження, стриминг           | 1 | 6  | 6   | 2  | 3  | 6   | 5  | 6  | 8  | 1  | - Південна Корея: 3,066,245 - Японія: 209,598 - США: 212,953                                                              | - KMCA: 3× Million - BPI: Silver - RIAJ: Gold                                             |
| Map of the Soul: 7                                                          | - Реліз: 21 лютого 2020 - Лейбл: Big Hit, Columbia, Virgin - Формат: CD, цифрове завантаження, стриминг          | 1 | 1  | 1   | 1  | 1  | 1   | 1  | 3  | 1  | 1  | - Південна Корея: 4,920,959 - Канада: 31,000 - Франція: 68,000 - Японія: 500,206 - Велика Британія: 32,000 - США: 674,000 | - KMCA: 4× Million - BEA: Gold - BPI: Gold - RIAA: Platinum - RIAJ: Platinum - RMNZ: Gold |
| Map of the Soul: 7 – The Journey                                            | - Реліз: 15 липня 2020 - Лейбл: Def Jam, Virgin - Формат: CD, CD+DVD, CD+Blu-ray, цифрове завантаження, стриминг | — | 9  | 23  | 90 | 1  | —   | 7  | 51 | 35 | 14 | - Південна Корея: 184,881 - Японія: 701,038 - : 1,200,000                                                                 | - RIAJ: 3× Platinum - BPI: Silver                                                         |
| Be                                                                          | - Реліз: 20 листопада 2020 - Лейбл: Big Hit, Columbia, Virgin - Формат: CD, цифрове завантаження, стриминг       | 1 | 2  | 3   | 1  | 1  | 2   | 1  | 3  | 2  | 1  | - Південна Корея: 3,794,402 - Японія: 582,132 - США: 177,000                                                              | - KMCA: 3× Million - RIAA: Platinum - RIAJ: Platinum                                      |
| «—» релізи, що не потрапили у чарти або не виходили у відповідних регіонах. | |   |    |     |    |    |     |    |    |    |    | |                                                                                           |

## Перевидання
| Назва                                                                       | Деталі альбому                                                                                           | Пікові позиції у чартах | Пікові позиції у чартах | Пікові позиції у чартах | Пікові позиції у чартах | Пікові позиції у чартах | Пікові позиції у чартах | Продажі                                    | Сертифікації  |
| Назва                                                                       | Деталі альбому                                                                                           | KOR                     | CAN                     | JPN                     | NZ Heat.                | US                      | US World                | Продажі                                    | Сертифікації  |
| --------------------------------------------------------------------------- | --- | ----------------------- | ----------------------- | ----------------------- | ----------------------- | ----------------------- | ----------------------- | ------------------------------------------ | ------------- |
| Skool Luv Affair Special Addition                                           | - Реліз: 14 травня 2014 - Лейбл: Big Hit, Loen, Pony Canyon - Формат: CD, цифрове завантаження, стриминг | 1                       | —                       | 3                       | —                       | —                       | —                       | - Японія: 40,829 - Південна Корея: 685,352 | Н/Д           |
| You Never Walk Alone                                                        | - Реліз: 13 лютого 2017 - Лейбл: Big Hit, Loen, Pony Canyon - Формат: CD, цифрове завантаження, стриминг | 1                       | 35                      | —                       | 3                       | 61                      | 1                       | - Південна Корея: 1,393,205                | - BPI: Silver |
| «—» релізи, що не потрапили у чарти або не виходили у відповідних регіонах. | |                         |                         |                         |                         |                         |                         |                                            |               |

## Збірки
| 2 Cool 4 Skool / O!RUL8,2?                                                  | - Реліз: 23 квітня 2014 - Лейбл: Pony Canyon - Format: CD+DVD                                                         | — | —  | —   | —  | 58 | — | —  | —  | —  | —   |                                                                              |                                                                           |
| The Most Beautiful Moment in Life: Young Forever                            | - Реліз: 2 травня 2016 - Лейбл: Big Hit, Loen, Pony Canyon - Формат: CD, цифрове завантаження, стриминг               | 1 | —  | 194 | 99 | 7  | — | —  | —  | —  | 107 | - Південна Корея: 1,122,025 - Японія: 14,403 - США: 6,000                    | - BPI: Silver                                                             |
| The Best of Bangtan Sonyeondan -Korea Edition-                              | - Реліз: 6 січня 2017 - Лейбл: Pony Canyon - Formats: CD, CD+DVD, streaming                                           | — | —  | —   | —  | 5  | — | —  | —  | —  | —   | - Японія: 62,840                                                             | - RIAJ: Gold                                                              |
| The Best of Bodan Shonendan -Japan Edition-                                 | - Реліз: 6 січня 2017 - Лейбл: Pony Canyon - Formats: CD, CD+DVD, стриминг                                            | — | —  | —   | —  | 6  | — | —  | —  | —  | —   | - Японія: 36,634                                                             | - RIAJ: Gold                                                              |
| Love Yourself: Answer                                                       | - Реліз: 24 серпня 2018 - Лейбл: Big Hit, iriver, Columbia, Virgin - Формат: CD, цифрове завантаження, стриминг       | 1 | 9  | 5   | 1  | 1  | 5 | 11 | 20 | 14 | 1   | - WW: 2,700,000 - Південна Корея: 3,329,846 - Японія: 295,996 - США: 199,865 | - KMCA: 3× Million - BPI: Gold - RIAA: Platinum - RIAJ: Gold - RMNZ: Gold |
| BTS, the Best                                                               | - Реліз: 16 червня 2021 - Лейбл: Def Jam, Virgin - Формат: 2CD, 2CD+2DVD, 2CD+Blu-Ray, цифрове завантаження, стриминг | — | 31 | 8   | 45 | 1  | — | 30 | —  | 71 | 19  | - WW: 1,520,000 - Японія: 1,024,030 - Південна Корея: 1,188                  | - RIAJ: Million                                                           |
| Proof                                                                       | - Реліз: 10 червня 2022 - Лейбл: Big Hit, Universal, Virgin - Формат: CD, цифрове завантаження, стриминг              | 1 | 1  | 1   | 1  | 1  | 1 | 1  | 15 | 8  | 1   | - Південна Корея: 3,371,541 - Японія: 608,324 - США: 335,000                 | - KMCA: 3× Million - RIAJ: 2× Platinum                                    |
| «—» релізи, що не потрапили у чарти або не виходили у відповідних регіонах. | |   |    |     |    |    |   |    |    |    |     |                                                                              |                                                                           |

## Саундтреки
| Назва                          | Деталі альбому                                                                                          | Пікові позиції у чартах | Пікові позиції у чартах | Пікові позиції у чартах | Пікові позиції у чартах | Пікові позиції у чартах | Пікові позиції у чартах | Пікові позиції у чартах | Пікові позиції у чартах | Пікові позиції у чартах | Пікові позиції у чартах | Продажі                                                 | Сертифікації        |
| Назва                          | Деталі альбому                                                                                          | KOR                     | AUS                     | AUT                     | BEL (FL)                | CAN                     | DEN                     | GER                     | JPN                     | SWI                     | US                      | Продажі                                                 | Сертифікації        |
| ------------------------------ | --- | ----------------------- | ----------------------- | ----------------------- | ----------------------- | ----------------------- | ----------------------- | ----------------------- | ----------------------- | ----------------------- | ----------------------- | ------------------------------------------------------- | ------------------- |
| BTS World: Original Soundtrack | - Реліз: 28 червня 2019 - Лейбл: Big Hit, TakeOne, Kakao M - Формат: CD, цифрове завантаження, стриминг | 1                       | 55                      | 16                      | 19                      | 58                      | 37                      | 7                       | 4                       | 6                       | 26                      | - Південна Корея: 553,364 - Японія: 57,665 - США: 3,000 | - KMCA: 2× Platinum |

## Мініальбоми
| O!RUL8,2?                                                                   | - Реліз: 11 вересня 2013 - Лейбл: Big Hit, Loen, Pony Canyon - Формат: CD, цифрове завантаження, стриминг       | 4                                 | —                                 | —                                 | —                                 | —                                 | —                                 | —                                 | —                                 | —                                 | —                                 | - Південна Корея: 503,736                                                              |                                                                      |
| Skool Luv Affair                                                            | - Реліз: 12 листопада 2014 - Лейбл: Big Hit, Loen, Pony Canyon - Формат: CD, цифрове завантаження, стриминг     | 1                                 | 23                                | 150                               | —                                 | 32                                | —                                 | —                                 | —                                 | —                                 | 12                                | - Південна Корея: 635,907                                                              |                                                                      |
| The Most Beautiful Moment in Life, Pt. 1                                    | - Реліз: 29 квітня 2015 - Лейбл: Big Hit, Loen, Pony Canyon - Формат: CD, цифрове завантаження, стриминг        | 1                                 | —                                 | 186                               | —                                 | 17                                | —                                 | —                                 | —                                 | —                                 | —                                 | - Південна Корея: 797,549 - Японія: 13,091 - США: 2,000                                |                                                                      |
| The Most Beautiful Moment in Life, Pt. 2                                    | - Реліз: 30 листопада 2015 - Лейбл: Big Hit, Loen, Pony Canyon - Формат: CD, цифрове завантаження, стриминг     | 1                                 | —                                 | —                                 | —                                 | 15                                | —                                 | —                                 | —                                 | —                                 | 171                               | - Південна Корея: 977,002 - Японія: 14,051 - США: 5,000                                |                                                                      |
| Love Yourself: Her                                                          | - Реліз: 18 вересня 2017 - Лейбл: Big Hit, Loen, Universal - Формат: CD, цифрове завантаження, стриминг         | 1                                 | 8                                 | 18                                | 3                                 | 1                                 | 19                                | 9                                 | 13                                | 14                                | 7                                 | - Південна Корея: 2,973,831 - Японія: 88,664 - США: 18,000                             | - BPI: Silver                                                        |
| Map of the Soul: Persona                                                    | - Реліз: 12 квітня 2019 - Лейбл: Big Hit, iriver, Columbia, Virgin - Формат: CD, цифрове завантаження, стриминг | 1                                 | 1                                 | 3                                 | 1                                 | 2                                 | 2                                 | 1                                 | 2                                 | 1                                 | 1                                 | - Південна Корея: 4,577,629 - Японія: 357,948 - Велика Британія: 18,050 - США: 454,000 | - KMCA: 4× Million - BEA: Gold - BPI: Gold - RIAA: Gold - RIAJ: Gold |
| Dynamite                                                                    | - Реліз: 28 серпня 2020 - Лейбл: Big Hit, Columbia - Формат: CD, цифрове завантаження, стриминг                 | Combined chart data with Dynamite | Combined chart data with Dynamite | Combined chart data with Dynamite | Combined chart data with Dynamite | Combined chart data with Dynamite | Combined chart data with Dynamite | Combined chart data with Dynamite | Combined chart data with Dynamite | Combined chart data with Dynamite | Combined chart data with Dynamite | Combined chart data with Dynamite                                                      | Combined chart data with Dynamite                                    |
| Butter (Hotter, Sweeter, Cooler)                                            | - Реліз: 4 червня 2021 - Лейбл: Big Hit, Columbia - Формат: цифрове завантаження, стриминг                      | Combined chart data with Butter   | Combined chart data with Butter   | Combined chart data with Butter   | Combined chart data with Butter   | Combined chart data with Butter   | Combined chart data with Butter   | Combined chart data with Butter   | Combined chart data with Butter   | Combined chart data with Butter   | Combined chart data with Butter   | Combined chart data with Butter                                                        | Combined chart data with Butter                                      |
| «—» релізи, що не потрапили у чарти або не виходили у відповідних регіонах. | |                                   |                                   |                                   |                                   |                                   |                                   |                                   |                                   |                                   |                                   |                                                                                        |                                                                      |

## Сингл-альбоми
| Назва                                                                       | Деталі альбому                                                                                           | Пікові позиції у чартах | Пікові позиції у чартах | Пікові позиції у чартах | Пікові позиції у чартах | Пікові позиції у чартах | Продажі                                       | Сертифікації                        |
| Назва                                                                       | Деталі альбому                                                                                           | KOR                     | BEL (FL)                | FIN                     | JPN                     | US World                | Продажі                                       | Сертифікації                        |
| --------------------------------------------------------------------------- | --- | ----------------------- | ----------------------- | ----------------------- | ----------------------- | ----------------------- | --------------------------------------------- | ----------------------------------- |
| 2 Cool 4 Skool                                                              | - Реліз: 12 червня 2013 - Лейбл: Big Hit, Loen, Pony Canyon - Формат: CD, цифрове завантаження, стриминг | 5                       | 174                     | —                       | —                       | 12                      | - Південна Корея: 477,115                     |                                     |
| Butter                                                                      | - Реліз: 9 липня 2021 - Лейбл: Big Hit - Формат: CD, цифрове завантаження, стриминг                      | 1                       | —                       | 6                       | 1                       | —                       | - Південна Корея: 3,138,148 - Японія: 217,328 | - KMCA: 3× Million - RIAJ: Platinum |
| «—» релізи, що не потрапили у чарти або не виходили у відповідних регіонах. | |                         |                         |                         |                         |                         |                                               |                                     |

## Нотатки
1. 1 2 3 4  In April 2018, the Gaon Music Chart and the Korea Music Copyright Association introduced music recording certifications for albums, downloads and streaming numbers. Anything released prior to January 1, 2018 is unable to receive a certification[18].
2. ↑  Dark & Wild не потрапив у UK Album Chart, але посів 36 місце у чартіUK Independent Albums Chart[29].
3. ↑  Dark & Wild не потрапив у Billboard 200, але посів 3 місце у Billboard World Albums chart[30].
4. ↑  Face Yourself не потрапив у NZ Top 40 Albums Chart, але посів 7 місце у новозеландському чарті Heatseeker Albums Chart[40].
5. ↑  The Most Beautiful Moment in Life: Young Forever не потрапив у UK Album Chart, але посів 19 місце у UK Independent Albums Chart[29].
6. ↑  Skool Luv Affair не потрапив у UK Album Chart, але посів 22 місце у UK Independent Albums Chart[29].
7. ↑  The Most Beautiful Moment in Life, Pt. 1 не потрапив у Billboard 200, але посів 2 місце у Billboard World Albums chart[30].
8. ↑  The Most Beautiful Moment in Life, Pt. 2 не потрапив у UK Album Chart, але посів 40 місце у UK Independent Albums Chart[29].